# جايسون هولت (رجل أعمال)
جايسون هولت (بالإنجليزية: Jason Holt)‏ هو شخصية أعمال بريطاني، ولد في 17 نوفمبر 1969.